# Stuurkuip

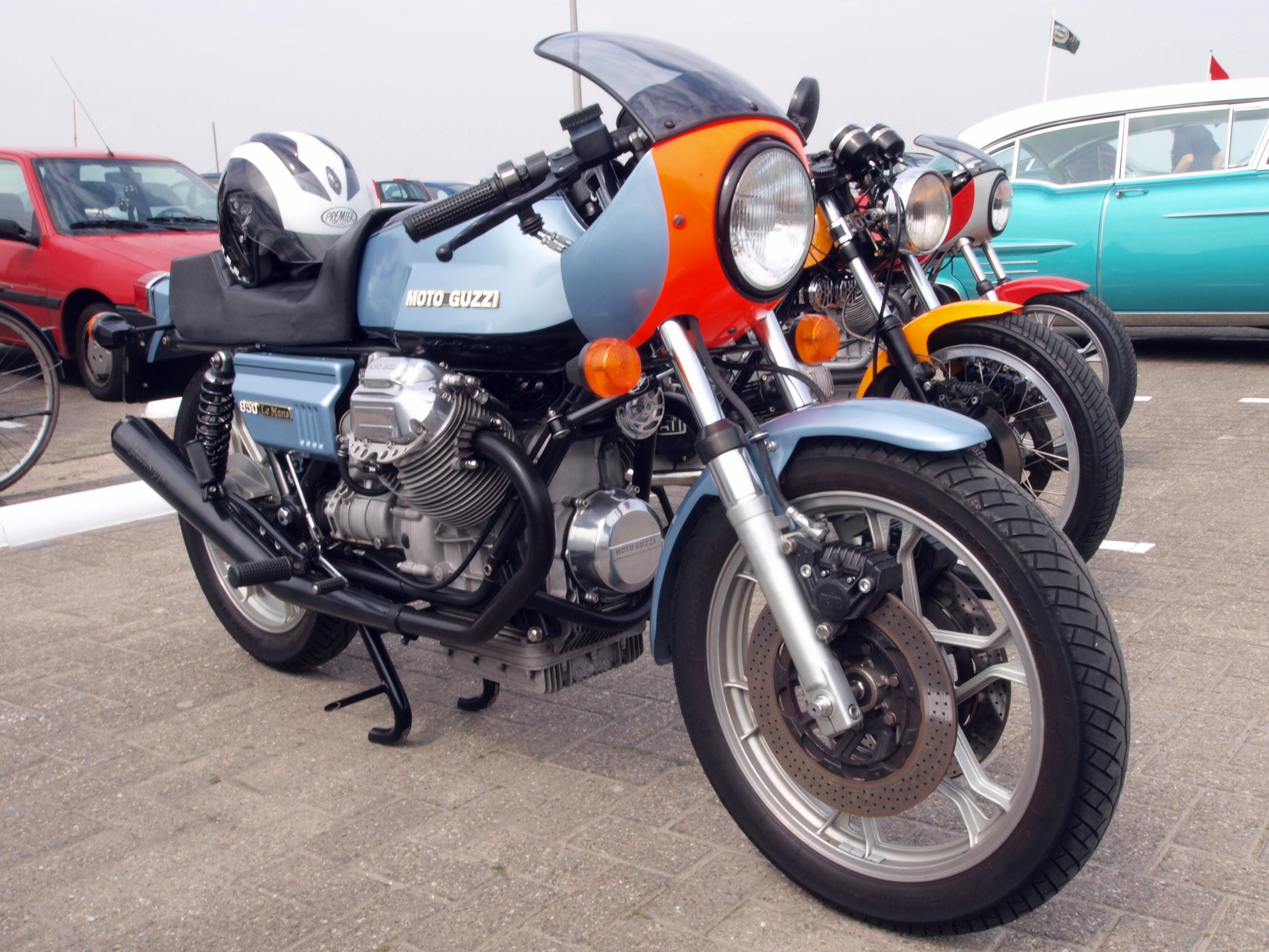
Stuurkuipje op een Moto Guzzi 850 Le Mans

Een stuurkuip is een kleine, rudimentaire stroomlijnkuip die aan de voorvork van een motorfiets bevestigd is. Deze werd voor het eerst gebruikt op racemotoren in het begin van de jaren vijftig. Een stuurkuip heeft behalve het (plexi)glazen ruitje ook altijd een kunststof deel dat soms ook het stuur omsluit. Bij alleen een ruitje spreekt men van een fly screen.